# Brug 33
Brug 33 is een brug in Amsterdam-West. 

## Eerste bruggen
De brug overspande al eeuwenlang de Haarlemmervaart en verbond de voormalige Sloterdijkermeerweg en Notwech met de dorpsstraat van Sloterdijk (vanaf 1938 de Velserweg). Een bouwtekening uit 1792 heeft het over het vernieuwen van de brug waarbij er geen overlast mocht plaatsvinden van passage.Gerrit Lamberts legde die brug uit 1792 vast op een tekening.  Beide wegen zijn op deze plek rond 1960 verdwenen door de aansluiting Molenwerf en Admiraal de Ruijterweg over de Zoutmanbrug, die noodzakelijk was in verband met de bouw van Station Sloterdijk
De overspanning van brug 33 verdween toen, maar het noordelijk landhoofd bleef staan. Voor de bouw van de Haarlemmerwegbrug voor de  de Coentunnelweg (Rijksweg 10), werd dit deel van Sloterdijk verder afgebroken en verwijderd.

## Vanaf 1921
Dat de situatie ooit anders was blijkt het de plaatsing van een nieuwe brug op die plek in 1921. Er lag toen een ophaalbrug uit 1893, die een vaste brug vermoedelijk uit eind 18e eeuw verving, die aan vervanging toe was. De gemeente wilde in eerste instantie wederom een ophaalbrug maar die zou 150.000 gulden kosten. Dit vond men te duur en er werd geopteerd voor een vaste brug, die slechts rond de 25.000 gulden zou kosten. Niet alleen financiële redenen voor de vaste brug speelden mee. Er was een verschuiving van scheeps- naar autoverkeer en een vaste brug was steviger voor het zwaarder wordend vrachtverkeerd.
Vervanging door een andere ophaalbrug zou te duur zijn geweest, en derhalve koos men voor een vaste brug.  De nieuwe brug werd ontworpen door de Dienst der Publieke Werken, waar architect Piet Kramer verantwoordelijk was voor het esthetisch ontwerp van bruggen. De brug werd opgeleverd in de stijl van Amsterdamse School (kenmerkend voor het werk van Kramer) met houten (!) lantaarns op de hoeken. Het was een van de eerste houten bruggen van Kramer. Met name de houten balustraden en leuningen van dikke balken en houtbewerking keerden later in zijn oeuvre terug in een veelvoud aan bruggen in het Amsterdamse Bos. Bij de bouw moest er verbinding blijven met Sloterdijk, dus was een hulpbrug noodzakelijk. In 1936 werd de brug nog eens verbreed en in 1939 verstevigd.
Toen de Zoutmanbrug opgeleverd werd in 1956 werd het rijdek zoals eerder vermeld verwijderd onder toezicht van diezelfde Publieke Werken.  
Op oude foto’s van brug 33 is vaak het kenmerkende gebouw te zien van de Coca-Colafabriek aan Molenwerf/Velserweg te zien; ook deze fabriek werd bij de aanleg van de Coentunnelweg gesloopt.

## Vanaf 1959
Met de komst van de kruising Haarlemmerweg en Coentunnelweg (twee rijkswegen) werd het beheer van het gebied overgedaan aan Rijkswaterstaat, mede omdat die Haarlemmerweg aangelegd is op een dijklichaam. Die Haarlemmerweg werd keer op keer verbreed en bij een van die verbredingen ging het zuidelijk landhoofd verloren. Op foto’s uit de 1972 is te zien, dat er tussen 1959 en 1972 een nieuwe overspanning is aangelegd, dit maal van beton. Doordat Rijkswaterstaat het beheer overnam kreeg de overspanning die meer weg heeft van een duiker een ander brugnummer, 172P (de P staat voor beheer door derden). De overspanning ligt er in april 2021 nog; de brug lijkt daarbij totaal nutteloos, bevindt zich in deplorabele staat en is door middel van hekwerken geblokkeerd.

## Afbeeldingen

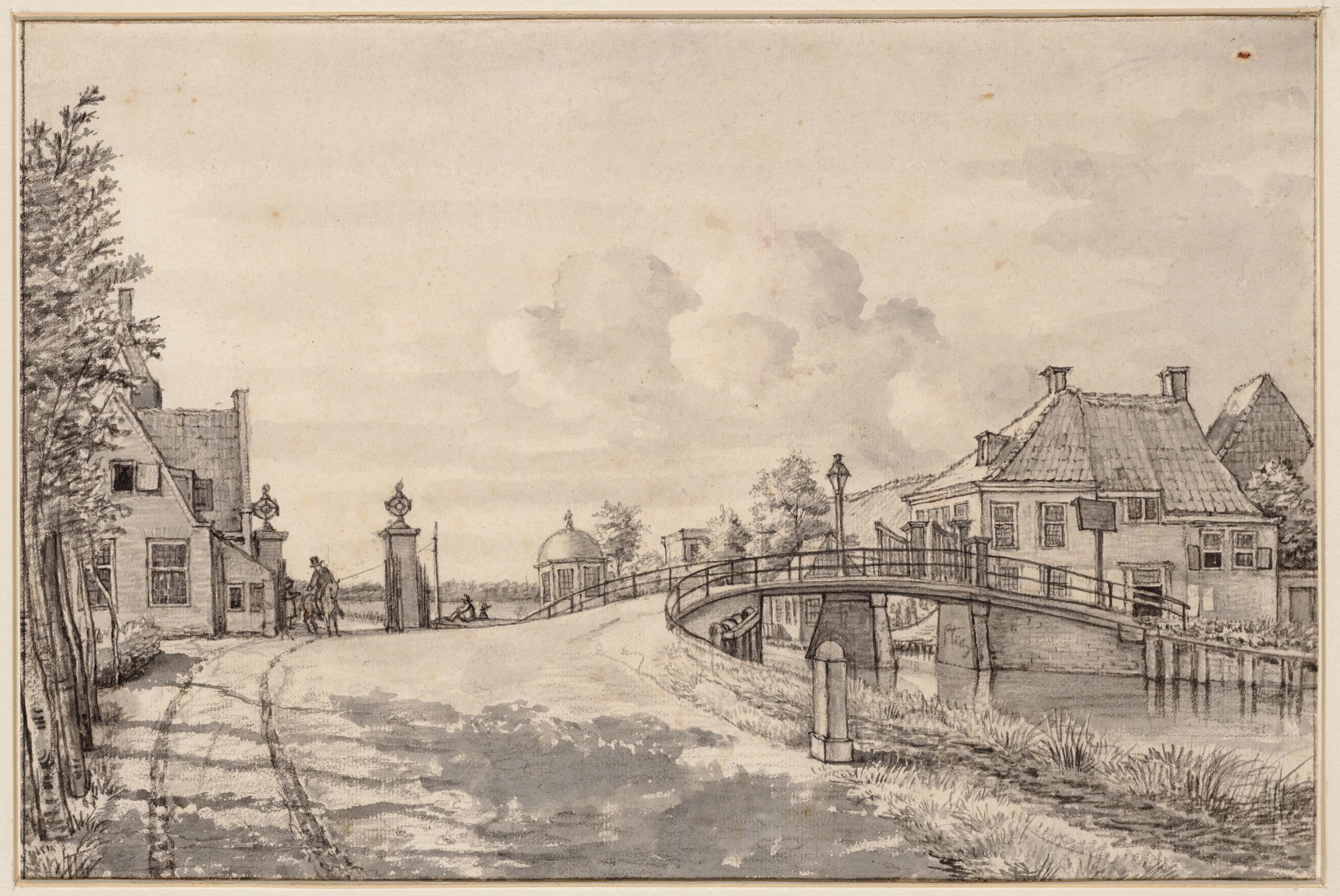
Een afbeelding uit 1816 van Gerrit Lamberts van de brug over de Haarlemmervaart hier, met het tolhek aan de Haarlemmerweg; die brug dateert uit 1792
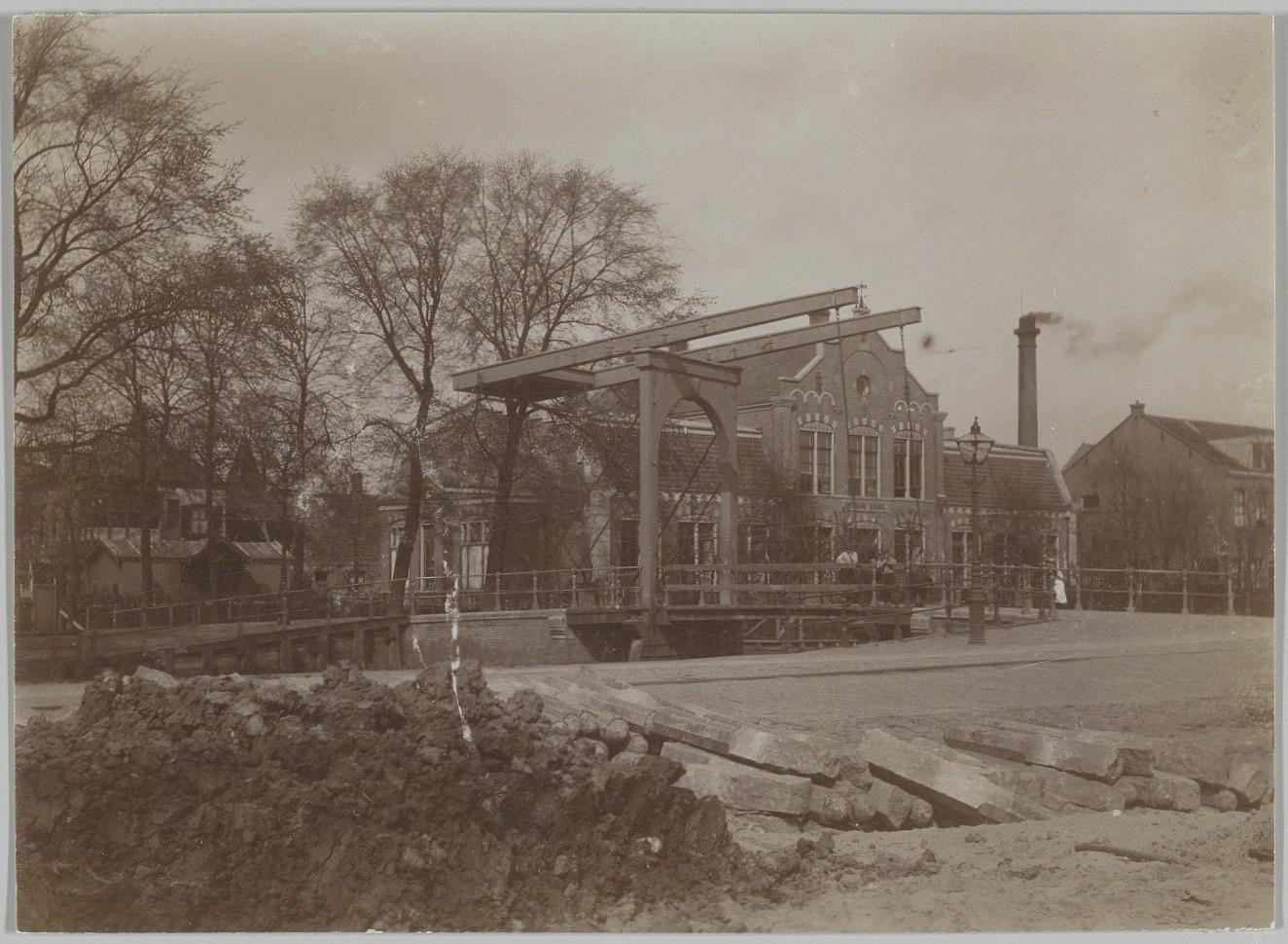
Brug 33 in circa 1905
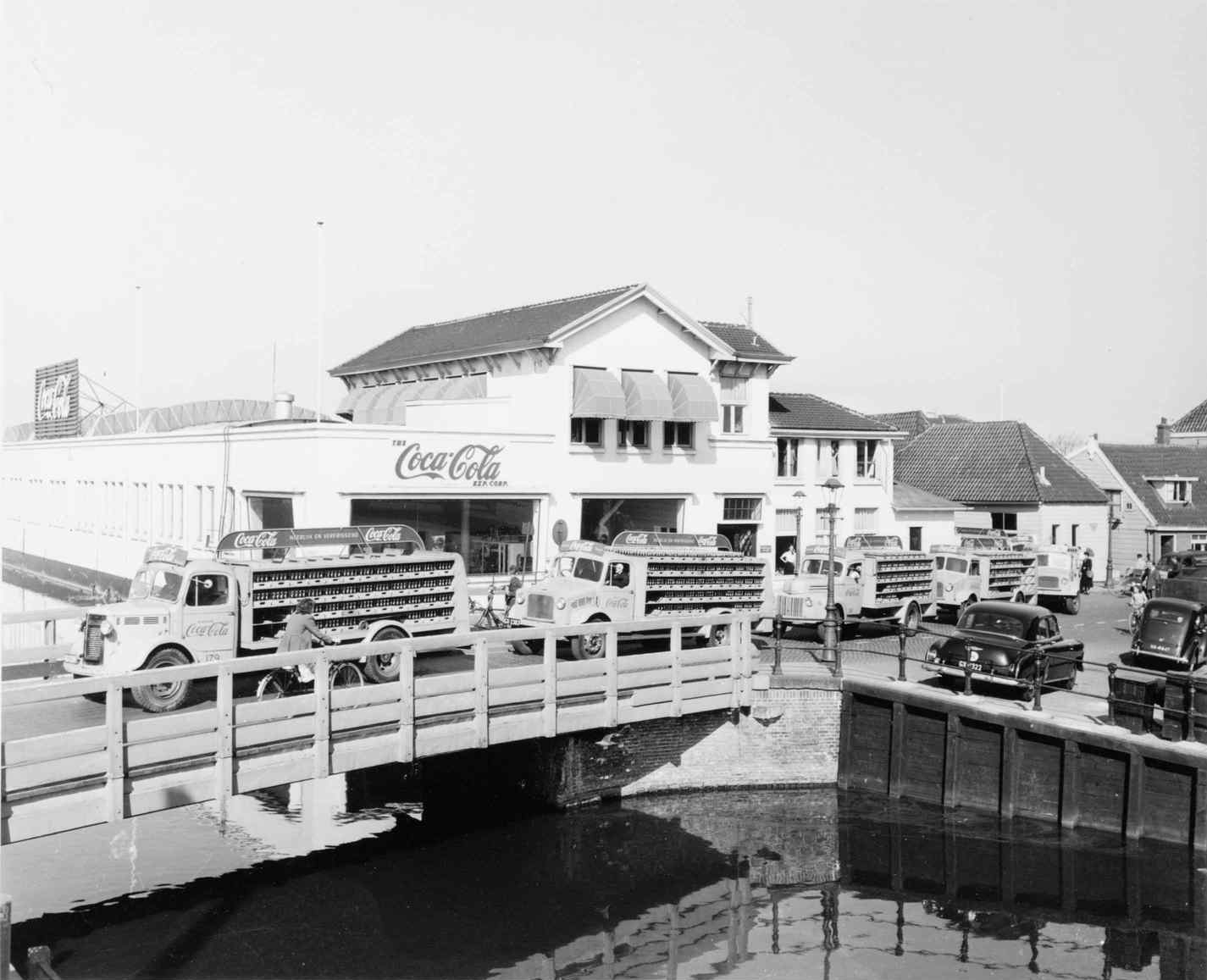
De brug in 1952, met daarachter de Coca-Colafabriek
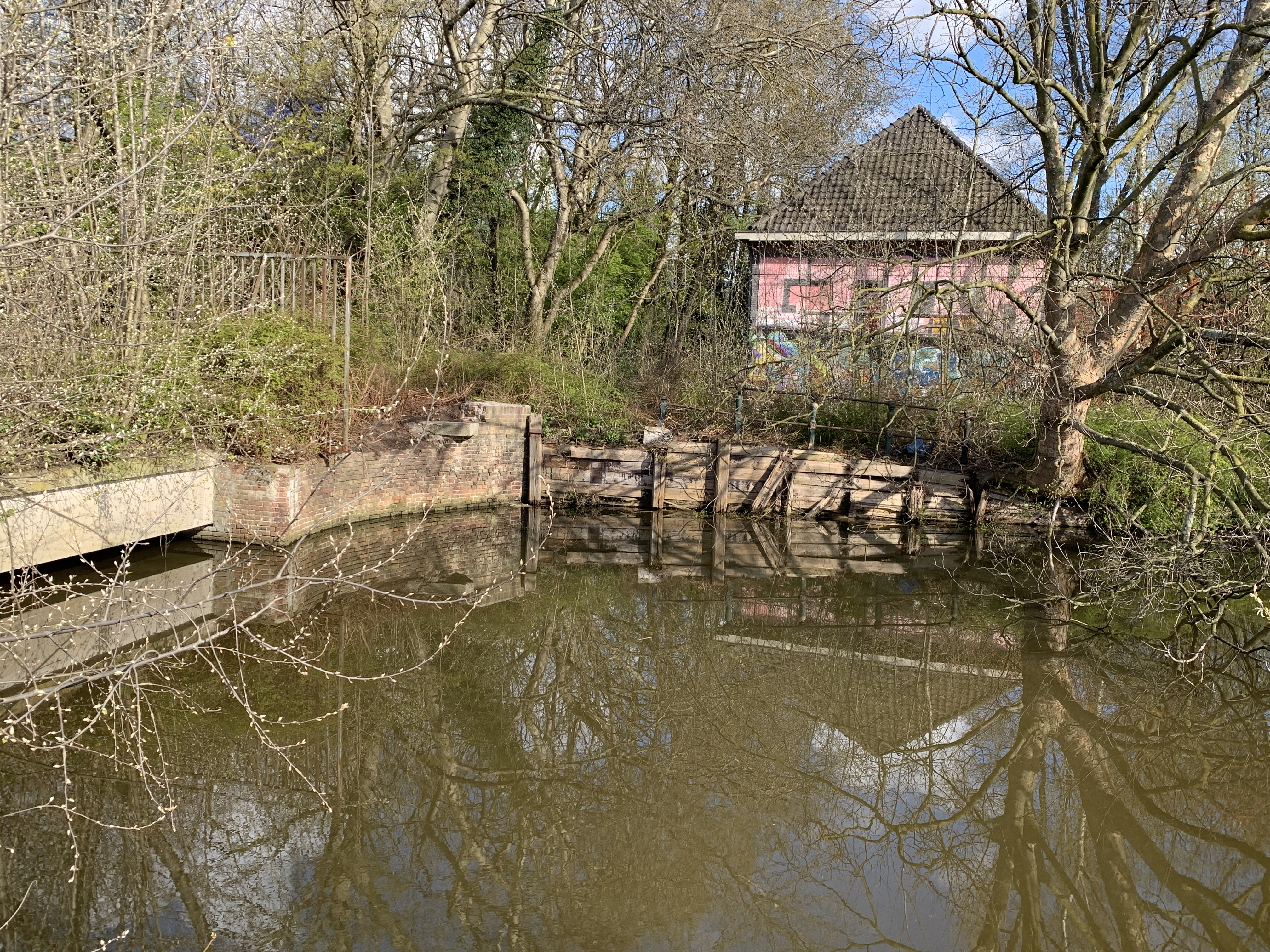
Brug met noordelijk brughoofd en oude brugleuning (april 2021)
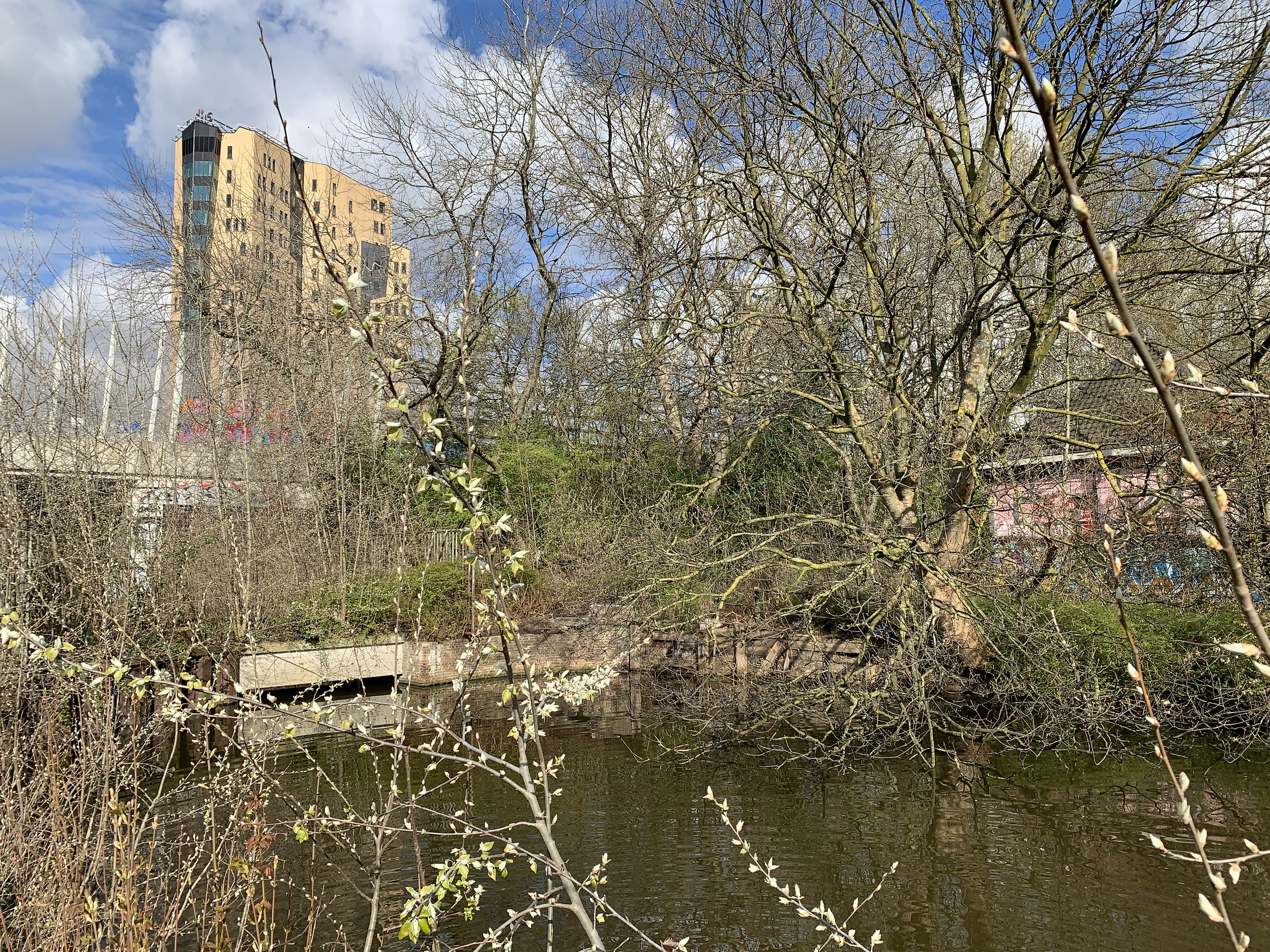
De brug met de A10 op de achtergrond (april 2021)

1 · 2 · 3 · 4 · 5 · 6 · 7 · 8 · 9 · 10 · 11 · 12 · 13 · 14 · 15 · 16 · 17 · 18 · 19 · 20 · 21 · 22 · 23 · 24 · 25 · 26 · 27 · 28 · 29 · 30 · 31 · 32 · 34 · 35 · 36 · 37 · 38 · 39 · 40 · 41 · 42 · 43 · 44 · 45 · 46 · 47 · 48 · 49 · 50 · 51 · 52 · 53 · 54 · 55 · 56 · 57 · 58 · 59 · 60 · 61 · 62 · 63 · 64 · 65 · 66 · 67 · 68 · 69 · 70 · 71 · 72 · 73 · 74 · 75 · 76 · 77 · 78 · 79 · 80 · 81 · 82 · 84 · 85 · 86 · 87 · 88 · 89 · 90 · 91 · 92 · 93 · 94 · 95 · 96 · 97 · 98 · 99 · >>>
Brugnummers 33 en 83 zijn niet (meer) vergeven